# Tamara Býkova
Tamara Vladímirovna Býkova (en ruso: Тама́ра Влади́мировна Бы́кова; 21 de diciembre de 1958 en Rostov, Rusia) es una exatleta especialista en salto de altura que compitió representando a la Unión Soviética. Fue campeona del mundo en Helsinki 1983 y ostentó el récord mundial de esta prueba.

## Trayectoria
El primer gran evento internacional en que participó fueron los Juegos Olímpicos de Moscú 1980, donde fue finalista acabando en 9.ª posición con un salto discreto de 1,88 m. Sin embargo pocas semanas más tarde ganó en los campeonatos de la Unión Soviética en Donetsk con 1,97 m, su mejor marca personal y la segunda del ranking mundial del año tras la italiana Sara Simeoni. 
En la Copa del Mundo de Roma 1981 mantuvo un cerrado duelo con la alemana Ulrike Meyfarth. Ambas saltaron 1,96 m pero ganó Meyfarth por hacerlo en menos intentos.
En 1982, en los Campeonatos de Europa de Atenas volvió a verse las caras con Ulrike Meyfarth, pero de nuevo venció la alemana, que además batió el récord mundial con 2,02 m; Býkova fue segunda con 1,97 m.
1983 fue un año extraordinario para ella, y se convirtió en la mejor saltadora del mundo. El 6 de marzo, en los Campeonatos del Mundo Indoor de Budapest, logró el oro batiendo por dos veces el récord mundial, primero con 2,02 m y minutos después con 2,03 m.
Ya en el verano, ganó la medalla de oro en los Campeonatos del Mundo al aire libre de Helsinki con 2,01 m, derrotando además a su gran rival Ulrike Meyfarth que fue segunda con 1,99 m.
Ambas se volvieron a enfrentar pocos días más tarde en el Crystal Palace de Londres, durante la Copa de Europa. Ulrike Meyfarth logró en esta competición un nuevo récord mundial con 2,03 m, mejorando en un centímetro el que ella misma poseía. Sin embargo pocos minutos más tarde, Býkova logró saltar la misma altura, igualando el récord. Finalmente Meyfarth ganó la prueba debido a su menor número de intentos.
Solo cuatro días después ambas se volvieron a encontrar en la ciudad italiana de Pisa. Pero esta vez fue Býkova quien además de ganar, estableció un nuevo récord mundial con 2,04 m.
El 22 de junio de 1984 batió por segunda vez el récord mundial con 2,05 m en Kiev. Este récord le duraría menos de un mes, ya que fue batido el 20 de julio por la búlgara Lyudmilla Andonova en Berlín con 2,07 m.
Býkova y Ulrike Meyfarth eras las grandes favoritas para luchar por el oro en los Juegos Olímpicos de Los Ángeles 1984, pero el boicot de la Unión Soviética a esta cita impidió a Býkova asistir. Finalmente Meyfarth se proclamaría campeona olímpica por segunda vez en su carrera.
En los años siguientes siguió estando entre las mejores del mundo, aunque no mejoró sus marcas. En 1985 fue 2.ª en la Copa del Mundo de Canberra y 2.ª del ranking mundial con 2,02 m, en ambos casos por detrás de la nueva estrella búlgara Stefka Kostadinova.
En los Campeonatos del Mundo de Roma 1987 se vivió una extraordinaria competición. Býkova logró saltar 2,04 m, su mejor marca desde hacía tres años, y fue medalla de plata tras la búlgara Stefka Kostadinova que con 2,09 m batió el récord mundial en ese concurso.
Participó en los Juegos Olímpicos de Seúl 1988, donde la búlgara Kostadinova era la gran favorita. Finalmente la estadounidense Louise Ritter dio la gran sorpresa llevándose el oro, mientras Kostadinova fue plata y Tamara Býkova bronce con 1,99. Esta fue la única medalla olímpica de su carrera deportiva.
Tras los Juegos de Seúl siguió compitiendo habitualmente. Fue 2.ª en los Mundiales Indoor de Budapest en 1989 donde saltó por última vez en su carrera sobre 2 metros.
En 1990 recibió una sanción de tres meses por dar positivo con efedrina en un control antidopaje durante los Goodwill Games de Seattle. Esto le impidió participar en los campeonatos de Europa de Split de ese año.
En 1991 fue 2.ª otra vez en los Mundiales Indoor de Sevilla. Su última gran competición al aire libre fueron los Mundiales de Tokio de ese año, donde acabó 7.ª clasificada. Después se retiró.
Tamara Býkova fue una de las mejores saltadoras en la década de los ochenta, aunque tuvo la mala fortuna de perderse los Juegos Olímpicos de Los Ángeles, y también de encontrarse en su camino a las que quizá son las dos mejores saltadoras de la historia: Ulrike Meyfarth y Stefka Kostadinova. 

## Resultados
| Año  | Competición                  | Lugar                 | Puesto | Marca |
| ---- | ---------------------------- | --------------------- | ------ | ----- |
| 1981 | Copa del Mundo               | Roma, Italia          | 2ª     | 1,96  |
| 1982 | Campeonatos de Europa Indoor | Milán, Italia         | 6.ª    | 1,91  |
| 1982 | Campeonatos de Europa        | Atenas, Grecia        | 2.ª    | 1,97  |
| 1983 | Campeonatos de Europa Indoor | Budapest, Hungría     | 1.ª    | 2,03  |
| 1983 | Campeonatos del Mundo        | Helsinki, Finlandia   | 1.ª    | 2,01  |
| 1985 | Copa del Mundo               | Canberra, Australia   | 2.ª    | 1,97  |
| 1987 | Campeonatos de Europa Indoor | Liévin, Francia       | 2ª     | 1,94  |
| 1987 | Campeonatos del Mundo Indoor | Indianápolis, EE. UU. | 4.ª    | 1,94  |
| 1987 | Campeonatos del Mundo        | Roma, Italia          | 2ª     | 2,04  |
| 1988 | Juegos Olímpicos             | Seúl, Corea del Sur   | 3.ª    | 1,99  |
| 1989 | Campeonatos del Mundo Indoor | Budapest, Hungría     | 2.ª    | 2,00  |
| 1989 | Copa del Mundo               | Barcelona, España     | 2ª     | 1,97  |
| 1991 | Campeonatos del Mundo Indoor | Sevilla, España       | 2.ª    | 1,97  |
| 1991 | Campeonatos del Mundo        | Tokio, Italia         | 7.ª    | 1,93  |

## Récords del mundo
- Al aire libre:

- 2,03* - Londres, 21 de agosto de 1983
- 2,04 - Pisa, 25 de agosto de 1983
- 2,05 - Kiev, 22 de junio de 1984

- En pista cubierta:

- 2,00* - Budapest, 6 de marzo de 1983
- 2,02 - Budapest, 6 de marzo de 1983
- 2,03 - Budapest, 6 de marzo de 1983

(*) - récord igualado
| Predecesora: Ulrike Meyfarth | Plusmarquista mundial de salto de altura 21 de agosto de 1983-20 de julio de 1984 | Sucesora: Lyudmila Andonova |

- Datos: Q233925